# Trophée Jayna-Hefford
Le trophée Jayna-Hefford est remis annuellement à la joueuse la plus utile (en anglais Most Valuable Player) de la saison régulière de la Ligue Canadienne de Hockey Féminin selon les autres joueuses. Il a été remis trois fois à la même personne depuis sa mise en compétition en 2015.
Il accompagne le trophée de CWHL's Most Valuable Player Award dont le vainqueur est sélectionné cette fois par la ligue. 
Le 31 mars 2019, à travers un communiqué officiel par l'intermédiaire du site internet de la ligue, la LCHF annonce sa dissolution au 1er mai 2019 pour raisons financières .

## Histoire
Le trophée est nommé d'après la joueuse du Thunder de Brampton Jayna Hefford qui a pris sa retraite en étant la meilleure pointeuse de tous les temps de la LCHF.
Cette récompense est remise pour la première fois à la fin de la saison 2015-2016 de la LCHF, lors du week-end de festivités pour la coupe Clarkson 2016. La première gagnante de ce trophée est Marie-Philip Poulin des Canadiennes de Montréal.
Par la suite, le trophée est remis en même temps que les autres récompenses de la LCHF comme le Trophée Angela James lors du Gala des Récompenses (en anglais Awards Gala). 

## Récipiendaires du trophée
| Saison    | Joueuse             | Équipe                  |
| --------- | ------------------- | ----------------------- |
| 2015-2016 | Marie-Philip Poulin | Canadiennes de Montréal |
| 2016-2017 | Marie-Philip Poulin | Canadiennes de Montréal |
| 2017-2018 | Jamie Lee Rattray   | Thunder de Markham      |
| 2018-2019 | Marie-Philip Poulin | Canadiennes de Montréal |